# Saint Edern
Pour la commune du Finistère, voir Edern.
Édern est moine ermite de la fin du IXe siècle, fêté le 26 août (30 août ou 1er septembre dans l'ancien calendrier liturgique). Il est probablement d'origine irlandaise, bien que d'après l'étymologie du nom et sa légende, certains[Qui ?] le croient gallois.

## Sa vie semi-légendaire

### Étymologie
Edern est issu soit de l'adjectif gallois edyrn, signifiant « grand, gigantesque », soit du latin aeternus signifiant « éternel ».
Dans la légende galloise, Edern, qui chevauchait aussi un cerf, est le fils du dieu Nuz et l'un des premiers amants de la reine Guenièvre, l'infidèle épouse du roi Arthur. Ce prénom est resté usité en Bretagne ; il est très peu fréquent ailleurs.
Il ne faut pas confondre saint Edern avec saint Théleau, patron de Landeleau, représenté lui aussi sur son cerf, mais en habits épiscopaux. Certains voient dans l’association de ces saints avec un cerf l’héritage de la religion celte qui tenait la bête en grande vénération. La chute annuelle des bois suivie de repousse passait aux yeux des anciens pour être symbole de la mort et de résurrection. Le cerf, on le sait était associé au culte rendu du dieu Cernunnos.

### Des sources très incertaines et tardives
La Vie de saint Edern, non consignée par les hagiographes reconnus, Albert Le Grand et dom Lobineau est absente des livres liturgiques. Ainsi sans remonter très haut dans le passé lointain, l'« Ordo divini officii » publié par Mgr Sergent, en 1861 tant pour le bréviaire, l'« office divin », que pour la célébration de la messe ne l'a pas retenu. La très populaire « Buez ar Zent », la Vie des Saints d’Aotrou Madec, répandue dans les familles dans la première moitié du XXe siècle qui magnifie, entre autres Gouesnou, Herlé, Neven et Sané, ne mentionne pas Edern. Le calendrier liturgique relativement récent de 1969 ignore saint Edern.
Toutefois, la Société des bollandistes identifie saint Edern dans sa revue complémentaire Analecta Bollandiana; par ailleurs, il est référencé au diocèse de Quimper et Léon où un culte officiel lui est rendu,.
Nos connaissances sur la vie de saint Edern proviennent essentiellement de deux sources: la Notice sur la vie et le culte de saint Edern de Dom François Plaine et une "gwerz", recueillie à Plouvorn par Anatole Le Braz et retranscrite par Paul Peyron et Jean-Marie Abgrall, et dont voici le premier couplet, traduit du breton en français :
"Ecoutez, tous les compagnons,

Ecoutez donc chanter la Vie

La Vie de Monsieur Saint-Edern,

Qui est patron de Plouédern"

### Hagiographie

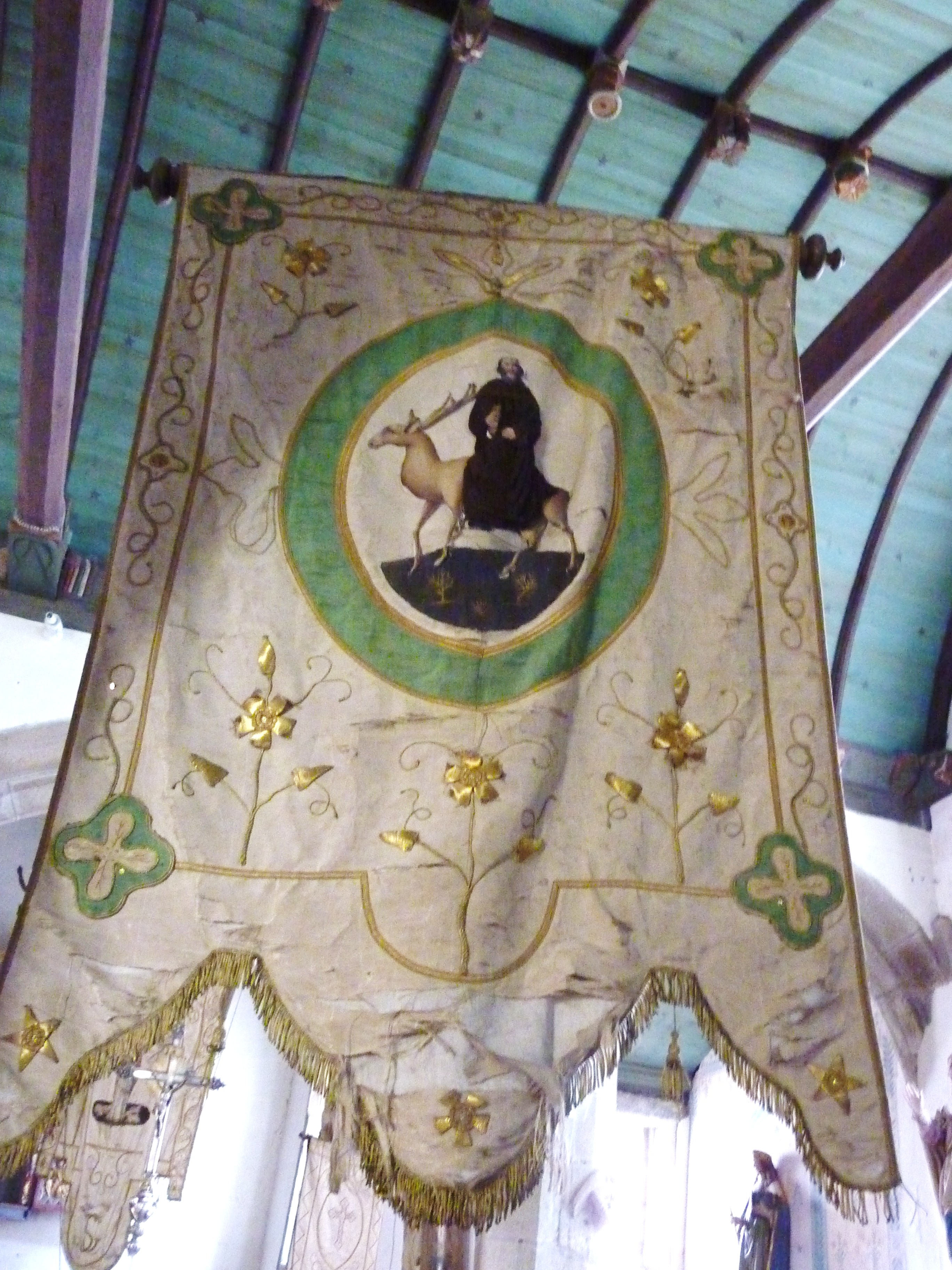
Bannière de procession de saint Edern dans l'église paroissiale de Loqueffret

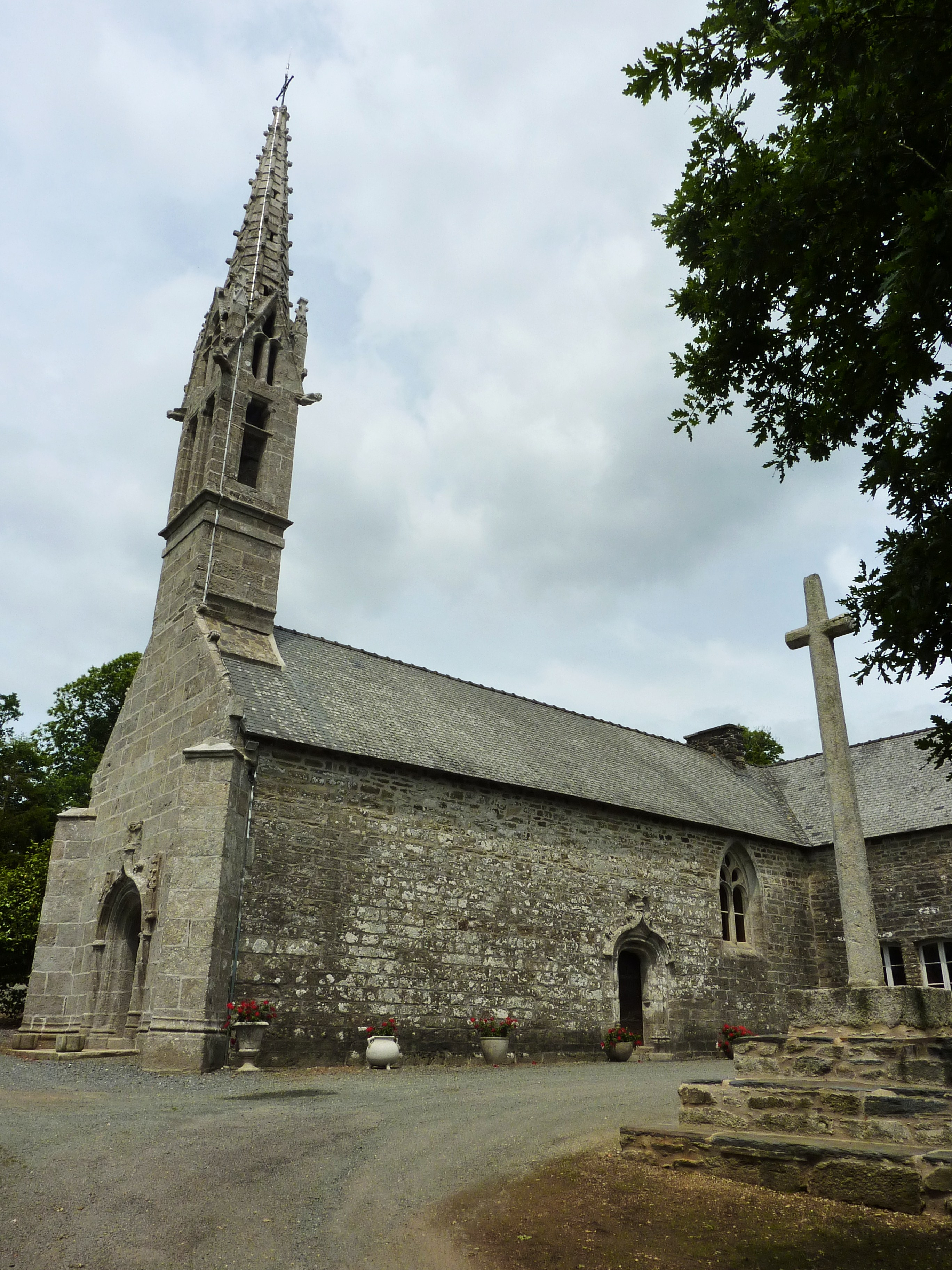
La chapelle de Coat ar Roc'h construite à l'emplacement de l'ermitage où vécut saint Edern (à Lannedern)

La légende nous rapporte que Saint Edern aurait quitté la Cambrie, dont il était originaire, pour venir évangéliser en terre bretonne. Accompagné de sa sœur Jenovefa (laquelle pourrait être une figure de Sainte-Geneviève, ou Sainte-Geneviève elle-même), il aurait accosté à Douarnenez, pour prendre ensuite une route les amenant à un haut sommet sur lequel le moine ermite aurait bâti une maison pour sa sœur et une simple hutte pour lui-même.
Jeune homme fortuné (probablement guerrier et/ou aristocrate), il rentre dans les ordres (moine de l'ordre de Saint Colomban???) et quitta son pays du temps d'Alain Ier, duc de Bretagne, vint aborder vers 894, la côte de Cornouaille, au canton de Jucq, près de Douarnénez, d'où il se rendit en une forêt Quistinit, à trois lieues de Quimper.
Il y fit son ermitage et y bâtit une chapelle, à Edern, chapelle de la paroisse de Briec.
Trois récits légendaires principaux le concernent : 
- le cerf de saint Edern : poursuivi par un gentilhomme et ses chiens qui le chassaient, un cerf serait venu se réfugier sous la robe monastique d'Edern, semblant lui demander asile pour échapper à la mort. Apprivoisé, le cerf ne le quitta plus, restant son compagnon jusqu'à la mort. C'est pourquoi on représente presque toujours saint Edern chevauchant un cerf. Selon une autre version, il aurait rencontré ce cerf un soir, et chevauchant toute la nuit sur le dos de l'animal, aurait délimité les frontières du pays qu'il devait christianiser.
- la vache de saint Edern : l'ermite avait une pauvre vache qui se serait égarée sur les terres du seigneur de Quistinit, un château voisin, et la vache aurait été laissée pour morte, attaquée sur ses ordres par les chiens de ce seigneur. L'ermite l'aurait ramenée à la vie. Si le seigneur avait été plus perspicace, il se serait pourtant aperçu que là où cette vache broutait, le blé poussait en plus grande abondance.
- sa rencontre avec le duc de Bretagne et ses troupes: passant par le Bois de Coat-ar-Roch où vivait l'ermite, un soldat du duc aurait souffleté sur la joue droite Edern qui ne répondait pas suffisamment vite à sa demande de renseignement car il cherchait son chemin. Conformément à l'Évangile (« Si quelqu’un te frappe sur la joue droite, tend lui aussi la gauche. »), Edern aurait tendu la joue gauche. Mais le châtiment divin frappa la troupe entière d'aveuglement jusqu'à ce qu'elle parvienne dans le Léon. Le duc ayant fait le vœu de construire une église là où il recouvrerait la vue, cela se produisit au lieu désormais appelé Plouedern où l'on éleva donc une église en l'honneur de saint Edern.

Les anciennes archives de Plouédern mentionnent une copie sur parchemin de la vie du saint. Elle est perdue.
Edern serait mort à Lannédern, où se trouve son tombeau, à une date inconnue. La "gwerz" évoquée précédemment dit seulement dans son avant-dernière strophe:
« En septembre, le premier jour,-on y célèbre sa fête-

Car c’est ce jour-là qu’il s’alla reposer avec Jésus, dans son Paradis »..
On invoquait saint Edern sous la dénomination de sancti Œgidii, particulièrement pour combattre les maladies des yeux.

## Ses traces dans la Bretagne actuelle

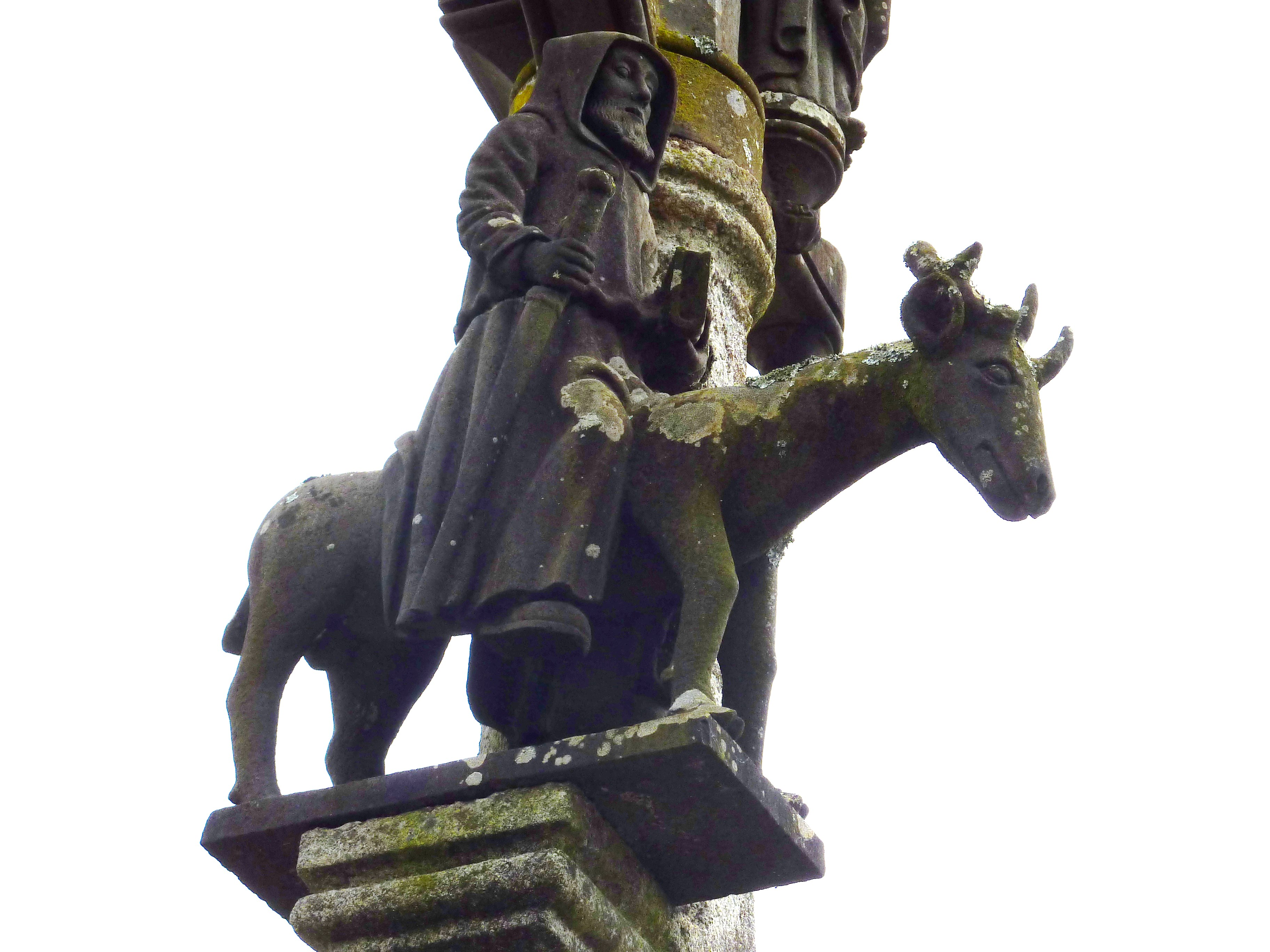
Saint Edern sur son cerf (calvaire de Lannédern)

Edern, Lannédern et Plouédern ont ce saint pour patron primitif. Tous ces lieux auraient ressenti l'heureuse influence de ses vertus, de ses exhortations et de ses miracles.
- Lannedern : très nombreuses représentations du saint: tombeau, triptyque, reliquaires, croix de procession, statue, vitrail, etc.[1].
- Église paroissiale d'Edern: statue côté gauche du chœur.
- Le vitrail du bas nord du transept à Edern illustre trois épisodes de la vie de saint Edern.
- Une statue dans la chapelle Notre-Dame du Niver à Edern.
- Plouédern: baldaquin des fonts baptismaux de l'église paroissiale (disparu dans un incendie dû à la foudre ayant ravagé l'église en 1974).
- L'église de Plougar conserve une statue en bois polychrome de saint Edern.

Notons aussi le village de Keredern (nom d'un quartier de Brest correspondant à un ancien hameau).

## Personnalités portant ce prénom
- Jean-Edern Hallier, journaliste et écrivain, dont la famille était originaire d'Edern.